# Dendropanax colombianus
Dendropanax colombianus är en araliaväxtart som beskrevs av José Cuatrecasas. Dendropanax colombianus ingår i släktet Dendropanax och familjen Araliaceae. Inga underarter finns listade.